# استعمال زعانف القرش

زعانف القرش التي تقطع عادة من أجل التجارة (باللون الورديّ)

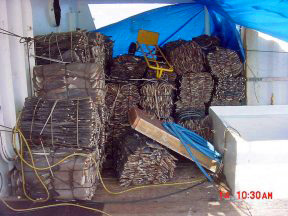
حمولة ال King Diamond II والتي صودرت في عام 2002 ووزنها 32 طن (29 طن متري) من زعانف القروش، والتي أخذت من 30.000 سمكة قرش

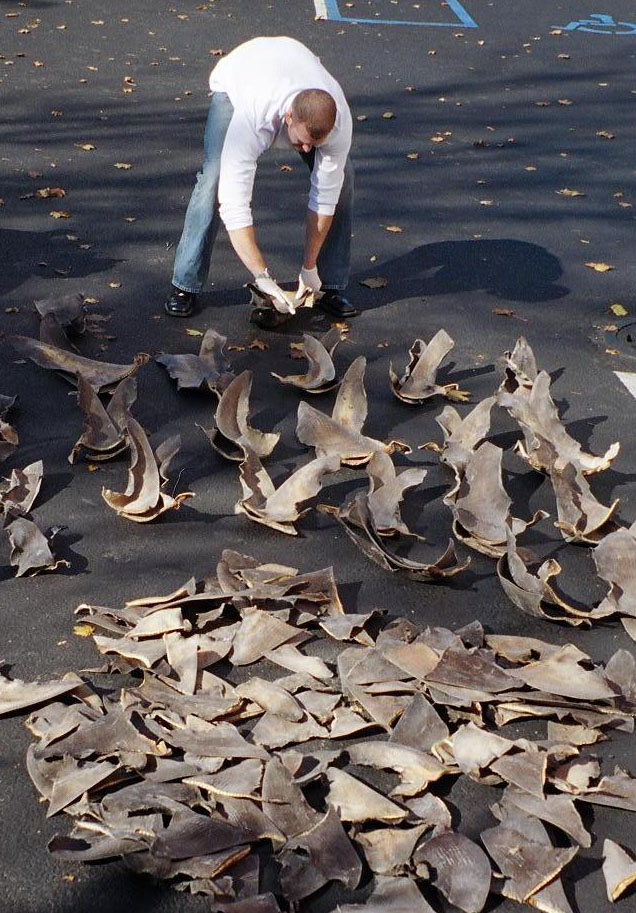
وكيل الإدارة الوطنية الأمريكية للمحيطات والغلاف الجوي (NOAA) يقوم بعد زعانف أسماك القرش المصادرة

إصطياد أسماك القرش منذ سنة 1950. Source

استعمال زعانف القرش هو مصطلح يشير إلى إزالة زعانف أسماك القرش والاحتفاظ بها وإلقاء بقية جسم سمكة القرش عامة في المحيط.
على الرغم من تحريم بعض الدول هذه الممارسات حيث تلزم بإخراج الجسم كله من الميناء قبل إزالة الزعانف. وفي الغالب، تظل أسماك القرش حية بعد إزالة زعانفها، لكنها تكون غير قادرة على الحركة بصورة طبيعية ثم تموت مختنقة أو تلتهمها الأسماك المفترسة الأخرى. تسمح عملية إزالة زعانف أسماك القرش لسفن الصيد بزيادة أرباحها وزيادة أعداد أسماك القرش التي تقوم باصطيادها لأنها لا تقوم سوى بتخزين ونقل الزعانف فقط وهو الجزء الأكثر تحقيقًا للأرباح في سمكة القرش.

## ازدياد عمليات إزالة زعانف أسماك القرش
ازدادت عمليات إزالة زعانف أسماك القرش بشكل مطرد خلال العقد الماضي بسبب:
1. زيادة الطلب على زعانف أسماك القرش لصنع (حساء زعانف أسماك القرش).
2. نتيجة الاستخدام في (العلاج التقليدي) خاصة في الصين والأقاليم التابعة لها.
3. نتيجة تطور تكنولوجيا الصيد واقتصاديات السوق.

وصرح مجموعة الخبراء في الاتحاد الدولي للحفاظ على الحياة الطبيعية لأسماك القرش بأن إزالة زعانف أسماك القرش يحدث على نطاق واسع وأن «هذا الانتشار السريع لتجارة زعانف أسماك القرش تمثل واحدًا من أشد المخاطر المحدقة بتجمعات أسماك القرش على مستوى العالم». وتتراوح تقديرات القيمة العالمية لتجارة زعانف أسماك القرش ما بين 540 مليون دولار أمريكي كحد أدنى  إلى 1,2 بليون دولار أمريكي. وتعتبر زعانف أسماك القرش من أغلى منتجات الطعام البحري على مستوى العالم ومن الشائع بيع تجار التجزئة للكيلو جرام منها بمبلغ 400 دولار أمريكي. في الولايات المتحدة الأمريكية حيث يُمنع إزالة زعانف أسماك القرش، يباع طبق حساء زعانف أسماك القرش بسعر 70 إلى 150 دولار أمريكي. وبالنسبة للأنواع التي تعد غنيمة مثل قرش الحوت والقرش بطيء الحركة، يمكن أن يصل ثمن الزعنفة الواحدة من 10,000 إلى 20,000 دولار أمريكي.

## منظمة الأغذية والزراعة
يتم اصطياد ما بين 26 إلى 27 مليونًا من أسماك القرش سنويًا من أجل زعانفها. وكان متوسط الاصطياد السنوي في الفترة من 1996 إلى عام 2000 هو 38 مليون سمكة قرش وهو أربع أضعاف الرقم الذي سجلته منظمة الأغذية والزراعة (FAO) التابعة للأمم المتحدة, لكنه أقل بكثير من تقديرات العديدين من دعاة حماية البيئة.
ويُذكر أن إجمالي ما اصطاده العالم من أسماك القرش في عام 2012 كان يبلغ 100 مليون سمكة.

## وصلات خارجية
- Global Shark Campaign  by the Pew Environment Group.
- Shark DNA Helps Catch Poachers at the Smithsonian Ocean Portal
- Decline of Big Sharks Lets Small Predators Decimate Shellfish, Washington Post. March 2007
- Triple Threat: World Fin Trade May Harvest up to 73 Million Sharks per Year, research published in Ecology Letters, September 2006
- Shark Finning Fact sheet at SharkTrust.org
- In Search of Credibility & Cooperation in Shark Conservation at IWMC.org
- Decimating Shark Population for Some Soup at ABC News
- Fisherman holds shark fin by The Smithsonian Institution: Ocean Portal
- How Sharks Have Paid the Price for Demand for Shark Fin Soup by The Voice of America's Special English Branch.
- Shark Truth  - a grassroots nonprofit dedicated to promoting awareness, education and action about shark fin soup in the Chinese community